# Discografia di Kesha
La discografia di Kesha, cantautrice statunitense, è composta da sei album in studio, tre EP e trentadue singoli, sia come artista principale che come ospite.
All'età di diciott'anni, Kesha ha firmato un contratto con l'etichetta discografica di Dr. Luke. È divenuta nota al pubblico nel 2009 collaborando col rapper Flo Rida duettando con lui nella canzone Right Round, giunta al vertice della classifica statunitense. L'album di debutto di Kesha, Animal, è stato pubblicato nel gennaio del 2010, e ha raggiunto la vetta delle classifiche negli Stati Uniti, in Canada e in Grecia e ha venduto 152 000 copie nella sua prima settimana negli Stati Uniti. Il primo dei quattro singoli estratti, Tik Tok, è stato pubblicato nell'agosto del 2009. È arrivato sino alla vetta delle classifiche di molti Paesi. Negli Stati Uniti la canzone ha raggiunto la prima posizione della Billboard Hot 100 per nove settimane consecutive e ha venduto più di cinque milioni di copie finora. Blah Blah Blah, Your Love Is My Drug e Take It Off sono stati estratti come singoli dall'album. Il 22 novembre 2010 è stato pubblicato l'EP di accompagnamento al disco, ovvero Cannibal. Da esso è stato estratto il brano We R Who We R come primo singolo, che ha subito raggiunto la vetta della classifica statunitense con circa 280 000 vendite digitali in una settimana.

## Album

### Album in studio
| Anno | Dettagli | Posizioni massime in classifica | Posizioni massime in classifica | Posizioni massime in classifica | Posizioni massime in classifica | Posizioni massime in classifica | Posizioni massime in classifica | Posizioni massime in classifica | Posizioni massime in classifica | Posizioni massime in classifica | Posizioni massime in classifica | Certificazioni |
| Anno | Dettagli | US                              | AUS                             | AUT                             | CAN                             | GER                             | IRE                             | ITA                             | NZL                             | SWI                             | UK                              | Certificazioni |
| ---- | --- | ------------------------------- | ------------------------------- | ------------------------------- | ------------------------------- | ------------------------------- | ------------------------------- | ------------------------------- | ------------------------------- | ------------------------------- | ------------------------------- | --- |
| 2010 | Animal - Pubblicato: 1º gennaio 2010 - Etichetta: RCA - Formati: CD, download digitale                             | 1                               | 4                               | 4                               | 1                               | 7                               | 8                               | 22                              | 6                               | 3                               | 8                               | - USA: Platino (4) - AUS: Platino (2) - AUT: Oro - CAN: Platino (2) - GER: Oro - IRL: Oro - ITA: Oro - NZL: Platino (2) - UK: Platino |
| 2012 | Warrior - Pubblicato: 30 novembre 2012 - Etichetta: RCA, Kemosabe - Formati: CD, download digitale                 | 6                               | 12                              | 44                              | 10                              | 81                              | 64                              | 79                              | 30                              | 63                              | 66                              | - USA: Platino - NZL: Oro |
| 2017 | Rainbow - Pubblicato: 11 agosto 2017 - Etichetta: RCA, Kemosabe - Formati: CD, LP, download digitale, streaming    | 1                               | 3                               | 16                              | 1                               | 33                              | 2                               | 39                              | 4                               | 14                              | 4                               | - USA: Platino - CAN: Oro - NZL: Oro                                                                                                  |
| 2020 | High Road - Pubblicato: 31 gennaio 2020 - Etichetta: RCA, Kemosabe - Formati: CD, LP, download digitale, streaming | 7                               | 26                              | —                               | —                               | —                               | 71                              | —                               | —                               | —                               | 63                              | |
| 2023 | Gag Order - Pubblicato: 19 maggio 2023 - Etichetta: RCA, Kemosabe - Formati: CD, LP, download digitale, streaming  | 187                             | —                               | —                               | —                               | —                               | —                               | —                               | —                               | —                               | —                               | |
| 2025 | Period - Pubblicato: 4 luglio 2025 - Etichetta: Kesha Records - Formati: CD, LP, download digitale, streaming      | 17                              | -                               | -                               | 76                              | 84                              | 88                              | -                               | -                               | -                               | 43                              | |

### EP
| Anno | Dettagli | Posizioni massime in classifica | Posizioni massime in classifica | Posizioni massime in classifica | Posizioni massime in classifica | Posizioni massime in classifica | Certificazioni            |
| Anno | Dettagli | US                              | AUT                             | CAN                             | NZL                             | UK                              | Certificazioni            |
| ---- | --- | ------------------------------- | ------------------------------- | ------------------------------- | ------------------------------- | ------------------------------- | ------------------------- |
| 2010 | Cannibal - Pubblicato: 19 novembre 2010 - Etichetta: RCA - Formati: CD, download digitale                               | 15                              | 67                              | 14                              | 34                              | 22                              | - USA: Platino - NZL: Oro |
| 2012 | Deconstructed - Pubblicato: 4 dicembre 2012 - Etichetta: RCA - Formati: CD, download digitale                           | —                               | —                               | —                               | —                               | —                               |                           |
| 2023 | Gag Order (Live Acoustic EP From Space) - Pubblicato: 30 giugno 2023 - Etichetta: Kemosabe - Formati: download digitale | —                               | —                               | —                               | —                               | —                               |                           |

### Remix
| Anno | Dettagli | Posizioni massime in classifica | Posizioni massime in classifica | Posizioni massime in classifica | Posizioni massime in classifica | Posizioni massime in classifica | Certificazioni |
| Anno | Dettagli | US                              | AUS                             | CAN                             | NZ                              | UK                              | Certificazioni |
| ---- | --- | ------------------------------- | ------------------------------- | ------------------------------- | ------------------------------- | ------------------------------- | -------------- |
| 2011 | I Am the Dance Commander + I Command You to Dance: The Remix Album - Pubblicato: 22 marzo 2011 - Etichetta: RCA - Formati: CD, download digitale | 36                              | 46                              | 37                              | —                               | —                               |                |

## Singoli

### Come artista principale
| Anno | Titolo                                  | Posizioni massime in classifica | Posizioni massime in classifica | Posizioni massime in classifica | Posizioni massime in classifica | Posizioni massime in classifica | Posizioni massime in classifica | Posizioni massime in classifica | Posizioni massime in classifica | Posizioni massime in classifica | Posizioni massime in classifica | Posizioni massime in classifica | Posizioni massime in classifica | Certificazioni | Album            |
| Anno | Titolo                                  | USA                             | AUS                             | AUT                             | CAN                             | GER                             | IRE                             | ITA                             | NZL                             | SWI                             | UK                              | FRA                             | NED                             | Certificazioni | Album            |
| ---- | --------------------------------------- | ------------------------------- | ------------------------------- | ------------------------------- | ------------------------------- | ------------------------------- | ------------------------------- | ------------------------------- | ------------------------------- | ------------------------------- | ------------------------------- | ------------------------------- | ------------------------------- | --- | ---------------- |
| 2009 | Tik Tok                                 | 1                               | 1                               | 1                               | 1                               | 1                               | 3                               | 2                               | 1                               | 1                               | 4                               | 1                               | 6                               | - USA: Platino (12) - AUS: Platino (9) - AUT: Platino - BEL: Platino - CAN: Platino (7) - GER: Platino (3) - ITA: Platino (2) - NZL: Platino (5) - SWI: Platino - UK: Platino (2) | Animal           |
| 2010 | Blah Blah Blah (coi 3OH!3)              | 7                               | 3                               | 21                              | 3                               | 11                              | 18                              | —                               | 7                               | 30                              | 11                              | 35                              | 72                              | - USA: Platino (3) - AUS: Platino (2) - CAN: Platino (2) - NZL: Oro - UK: Argento                                                                                                 | Animal           |
| 2010 | Your Love Is My Drug                    | 4                               | 3                               | 12                              | 6                               | 19                              | 10                              | —                               | 15                              | 34                              | 13                              | —                               | 51                              | - USA: Platino (5) - AUS: Platino (3) - NZL: Oro - UK: Oro | Animal           |
| 2010 | Take It Off                             | 8                               | 5                               | —                               | 8                               | —                               | 12                              | —                               | 11                              | —                               | 15                              | —                               | 44                              | - USA: Platino (4) - AUS: Platino (3) - NZL: Oro - UK: Argento | Animal           |
| 2010 | We R Who We R                           | 1                               | 1                               | 15                              | 2                               | 23                              | 10                              | 33                              | 4                               | 17                              | 1                               | 22                              | 42                              | - USA: Platino (6) - AUS: Platino (5) - GER: Oro - ITA: Oro - NZL: Platino - UK: Platino                                                                                          | Cannibal         |
| 2011 | Blow                                    | 7                               | 10                              | 22                              | 12                              | 39                              | 28                              | —                               | 8                               | —                               | 32                              | —                               | —                               | - USA: Platino (5) - AUS: Platino (2) - NZL: Oro - UK: Argento | Cannibal         |
| 2012 | Die Young                               | 2                               | 3                               | 16                              | 4                               | 20                              | 17                              | 10                              | 9                               | 24                              | 7                               | 25                              | 56                              | - USA: Platino (6) - AUS: Platino (5) - CAN: Platino - GER: Oro - ITA. Platino - NZL: Platino - UK: Platino                                                                       | Warrior          |
| 2013 | C'Mon                                   | 27                              | 19                              | 64                              | 16                              | 79                              | 33                              | 91                              | 22                              | —                               | 70                              | 181                             | —                               | - USA: Platino - AUS: Platino | Warrior          |
| 2013 | Crazy Kids (con will.i.am)              | 40                              | 32                              | 58                              | 47                              | —                               | 14                              | —                               | —                               | —                               | 27                              | —                               | —                               | - USA: Platino - AUS: Platino | Warrior          |
| 2017 | Praying                                 | 22                              | 6                               | 68                              | 11                              | —                               | 23                              | —                               | 37                              | 64                              | 26                              | —                               | —                               | - USA: Platino (5) - AUS: Platino (4) - CAN: Platino (4) - UK: Oro | Rainbow          |
| 2017 | Learn to Let Go                         | 97                              | —                               | —                               | 81                              | —                               | —                               | —                               | —                               | —                               | —                               | —                               | —                               | - USA: Oro | Rainbow          |
| 2018 | Woman                                   | 96                              | 78                              | —                               | 80                              | —                               | —                               | —                               | —                               | —                               | —                               | —                               | —                               | - USA: Platino | Rainbow          |
| 2018 | Here Comes the Change                   | —                               | —                               | —                               | —                               | —                               | —                               | —                               | —                               | —                               | —                               | —                               | —                               | | Una giusta causa |
| 2019 | Raising Hell                            | 117                             | —                               | —                               | —                               | —                               | 97                              | —                               | —                               | —                               | —                               | —                               | —                               | - USA: Oro | High Road        |
| 2019 | My Own Dance                            | —                               | —                               | —                               | —                               | —                               | —                               | —                               | —                               | —                               | —                               | —                               | —                               | | High Road        |
| 2019 | Resentment                              | —                               | —                               | —                               | —                               | —                               | —                               | —                               | —                               | —                               | —                               | —                               | —                               | | High Road        |
| 2020 | Tonight                                 | —                               | —                               | —                               | —                               | —                               | —                               | —                               | —                               | —                               | —                               | —                               | —                               | | High Road        |
| 2023 | Fine Line                               | —                               | —                               | —                               | —                               | —                               | —                               | —                               | —                               | —                               | —                               | —                               | —                               | | Gag Order        |
| 2023 | Eat The Acid                            | —                               | —                               | —                               | —                               | —                               | —                               | —                               | —                               | —                               | —                               | —                               | —                               | | Gag Order        |
| 2023 | Only Love Can Save Us Now               | —                               | —                               | —                               | —                               | —                               | —                               | —                               | —                               | —                               | —                               | —                               | —                               | | Gag Order        |
| 2024 | Joyride                                 | 106                             | —                               | —                               | —                               | —                               | 83                              | —                               | 57                              | —                               | 88                              | —                               | —                               | | . (Period)       |
| 2024 | Delusional                              | —                               | —                               | —                               | —                               | —                               | —                               | —                               | —                               | —                               | —                               | —                               | —                               | | . (Period)       |
| 2025 | Yippee-Ki-Yay (solo o remix con T-Pain) | —                               | —                               | —                               | —                               | —                               | —                               | —                               | —                               | —                               | —                               | —                               | —                               | | . (Period)       |
| 2025 | Boy Grazy                               | —                               | —                               | —                               | —                               | —                               | —                               | —                               | —                               | —                               | —                               | —                               | —                               | | . (Period)       |
| 2025 | Attention (con Slayyyter e Rose Gray)   | —                               | —                               | —                               | —                               | —                               | —                               | —                               | —                               | —                               | —                               | —                               | —                               | | . (...) (Period) |
| 2025 | The One                                 | —                               | —                               | —                               | —                               | —                               | —                               | —                               | —                               | —                               | —                               | —                               | —                               | | . (Period)       |

### Collaborazioni
| Anno                                                   | Titolo                         | Posizioni massime in classifica | Posizioni massime in classifica | Posizioni massime in classifica | Posizioni massime in classifica | Posizioni massime in classifica | Posizioni massime in classifica | Posizioni massime in classifica | Posizioni massime in classifica | Posizioni massime in classifica | Posizioni massime in classifica | Posizioni massime in classifica | Album           |  |
| Anno                                                   | Titolo                         | US                              | AUS                             | AUT                             | CAN                             | GER                             | IRE                             | NZ                              | SWI                             | UK                              | FRA                             | NED                             | Album           |  |
| ------------------------------------------------------ | ------------------------------ | ------------------------------- | ------------------------------- | ------------------------------- | ------------------------------- | ------------------------------- | ------------------------------- | ------------------------------- | ------------------------------- | ------------------------------- | ------------------------------- | ------------------------------- | --------------- |  |
| 2009                                                   | Right Round (con Flo Rida)     | 1                               | 1                               | 2                               | 1                               | 4                               | 1                               | 2                               | 2                               | 1                               | 2                               | 4                               | R.O.O.T.S.      |  |
| 2010                                                   | Dirty Picture (con Taio Cruz)  | 96                              | 16                              | —                               | 49                              | —                               | 10                              | 12                              | —                               | 6                               | —                               | 72                              | Rokstarr        |  |
| 2010                                                   | My First Kiss (coi 3OH!3)      | 9                               | 13                              | 28                              | 28                              | —                               | 10                              | 15                              | —                               | 7                               | —                               | —                               | Streets of Gold |  |
| 2013                                                   | Timber (con Pitbull)           | 1                               | 4                               | 1                               | 1                               | 1                               | 2                               | 3                               | 3                               | 1                               | 8                               | 1                               | Meltdown        |  |
| 2016                                                   | True Colors (con Zedd)         | 74                              | 76                              | —                               | 66                              | —                               | 81                              | —                               | —                               | 78                              | 191                             | —                               | True Colors     |  |
| 2017                                                   | Good Old Days (con Macklemore) | 16                              | 8                               | 24                              | 40                              | 50                              | 34                              | 14                              | 24                              | 79                              | 56                              | 80                              | Gemini          |  |
| "—" indica che il singolo non è entrato in classifica. |                                |                                 |                                 |                                 |                                 |                                 |                                 |                                 |                                 |                                 |                                 |                                 |                 |  |

## Altre canzoni in classifica e/o certificate
| Anno                                                 | Canzone              | Posizioni massime | Posizioni massime | Posizioni massime | Album                                                              | Certificazioni |
| Anno                                                 | Canzone              | US                | CAN               | UK                | Album                                                              | Certificazioni |
| ---------------------------------------------------- | -------------------- | ----------------- | ----------------- | ----------------- | ------------------------------------------------------------------ | -------------- |
| 2010                                                 | Kiss n Tell          | —                 | 91                | 163               | Animal                                                             | - USA: Oro     |
| 2010                                                 | Backstabber          | —                 | —                 | —                 | Animal                                                             | - USA: Oro     |
| 2010                                                 | Dinosaur             | —                 | —                 | 180               | Animal                                                             | - USA: Oro     |
| 2010                                                 | Animal               | 125               | —                 | —                 | Animal                                                             | - USA: Oro     |
| 2010                                                 | Sleazy               | 37                | 46                | —                 | Cannibal                                                           |                |
| 2010                                                 | Cannibal             | 77                | 31                | —                 | Cannibal                                                           |                |
| 2010                                                 | Crazy Beautiful Life | 93                | —                 | —                 | Cannibal                                                           |                |
| 2010                                                 | Grow A Pear          | 121               | 39                | —                 | Cannibal                                                           | - USA: Oro     |
| 2011                                                 | Fuck Him He's a DJ   | 97                | 75                | —                 | I Am the Dance Commander + I Command You to Dance: The Remix Album |                |
| 2012                                                 | Warrior              | 125               | —                 | —                 | Warrior                                                            |                |
| 2012                                                 | Thinking of You      | 114               | —                 | —                 | Warrior                                                            |                |
| 2017                                                 | Rainbow              | 113               | —                 | —                 | Rainbow                                                            |                |
| "—" indica che il brano non è entrato in classifica. |                      |                   |                   |                   |                                                                    |                |

## Video musicali
| Anno | Titolo                            | Regista/i                                           |
| ---- | --------------------------------- | --------------------------------------------------- |
| 2009 | Tik Tok                           | Syndrome                                            |
| 2010 | Blah Blah Blah                    | Brendan Malloy                                      |
| 2010 | Your Love Is My Drug              | Honey                                               |
| 2010 | Take It Off                       | Paul Hunter, Dori Oskowitz                          |
| 2010 | We R Who We R                     | Hype Williams                                       |
| 2010 | Animal                            | Skinny                                              |
| 2010 | Take It Off (K$ N'Friend Version) | Skinny                                              |
| 2011 | Stephen                           | Skinny                                              |
| 2011 | Blow                              | Chris Marrs Piliero                                 |
| 2012 | Die Young                         | Darren Craig                                        |
| 2013 | C'Mon                             | Darren Craig                                        |
| 2013 | Crazy Kids                        | Darren Craig                                        |
| 2013 | Dirty Love                        | Kesha                                               |
| 2017 | Praying                           | Jonas Åkerlund                                      |
| 2017 | Woman                             | Kesha, Lagan Sebert                                 |
| 2017 | Learn to Let Go                   | Isaac Ravishankara                                  |
| 2017 | Rainbow                           | Lagan Sebert                                        |
| 2018 | Hymn                              | Isaac Ravishankara                                  |
| 2018 | Here Comes the Change             | Jonas Åkerlund                                      |
| 2019 | Raising Hell                      | Luke Gillford                                       |
| 2019 | My Own Dance                      | Allie Avital                                        |
| 2019 | Resentment                        | Vittorio Masecchia                                  |
| 2020 | High Road                         | Magic Seed                                          |
| 2020 | Little Bit of Love                | Kesha, Jonah Best                                   |
| 2022 | Rich, White, Straight Men         | Pebe Sebert                                         |
| 2023 | Only Love Can Save Us Now         | Vincent Haycock                                     |
| 2024 | Joyride                           | Lauren Gorun, Dimitri Basil, Cooper Roussel e Kesha |
| 2025 | Boy Crazy                         | Brett Loudermilk, Zain Curtis e Kesha               |